# Carlo Bartolomeo Rastrelli
Carlo Bartolomeo Rastrelli (Firenze, 1675. november 29. – Szentpétervár, 1744. november 18.) olasz szobrász, építész. Itáliában született. 1716-tól haláláig Oroszországban dolgozott. 
Fia, Francesco Bartolomeo Rastrelli is Oroszország kiemelkedő építésze lett.
Leghíresebb alkotásai I. Péter emlékműve (Szent Mihály-kastély), viaszfigurája és Nagy Péter számos mellszobra. 

## Életpályája
Carlo Bartolomeo Rastrelli a toszkánai Firenzében született, apja egy gazdag nemes, Francesco Rastrelli volt.
Sokoldalú művészeti képzésben részesült, köztük a bronz és ékszerek, valamint a rajz, az öntés és az építészet tervezése. Képességeit azonban a gazdasági válság alatti Firenzében nem tudta alkalmazni. Feleségével, aki egy spanyol nemesasszony volt Rómába, majd Párizsba költözött, ott született meg fiuk, Francesco Bartolomeó is. Rastrelli 1706-ban elkészítette XIV. Lajos francia miniszterének sírját, amiért megkapta a gróf címet (A sírt 1792-ben lebontották). Ezután barokk stílusú sírkövek tervezésével foglalkozott, de ezek Franciaországban kevesebb sikert arattak, mivel az ország ekkor már a neoklasszicizmus felé haladt. I. Péter orosz cár ezt a helyzetet használta fel arra, hogy Oroszországba vonzza a művészeket, ezért 1715-ben Rastrellit és fiát is meghívták Oroszországba. Rastrelli feladatai közé tartozott paloták, kertek, szökőkutak, színházi díszek, érmék, valamint emlékművek megtervezése, különféle anyagok, például sziklák, fémek és viasz felhasználásával, valamint művészeteket  tanítanitott orosz hallgatóknak is. Hároméves szerződéssel 1716 márciusában érkezett Szentpétervárra, de 1744-ben bekövetkezett haláláig Oroszországban maradt.

## Főbb művei
- I. Péter emlékműve (Szent Mihály-kastély), viaszfigurája és Nagy Péter számos mellszobra.
- Mensikov mellszobra